# Otto Laue
Otto Hermann Friedrich Laue (* 26. November 1875 in Nienhaus; † 12. Juni 1933 in Witten) war ein deutscher Politiker.

## Leben
Als Sohn eines Gutsbesitzers und Gemeindevorstehers geboren, studierte Laue nach dem Besuch des Ratsgymnasiums Osnabrück Rechtswissenschaften und Nationalökonomie in Freiburg im Breisgau, Leipzig und Göttingen. Während seines Studiums wurde er 1896 Mitglied der Freiburger Burschenschaft Alemannia. Nach Examen und Referendariat wurde er 1905 Gerichtsassessor in Bochum und 1908 Zweiter Bürgermeister in Witten sowie Abgeordneter im Preußischen Landtag. 1911 wurde er Erster Bürgermeister, 1917 Oberbürgermeister. Er war Mitglied der Deutschnationalen Volkspartei. Während der französischen Besatzungszeit wurde er von einem französischen Kriegsgericht zu einem Jahr Gefängnis im Zuchthaus Zweibrücken verurteilt, weil er einem Befehl nicht Folge leisten wollte. Während seiner Haft wurde er im Oberbürgermeisteramt bestätigt. Als er 1933 den Nationalsozialisten im Weg stand und diese ihm zu Unrecht Korruption vorwarfen, beging er Selbstmord.